# Mordellistena longicornis
Mordellistena longicornis is een keversoort uit de familie spartelkevers (Mordellidae). De wetenschappelijke naam van de soort is voor het eerst geldig gepubliceerd in 1856 door Mulsant.